# Melissa Torres Sandoval
Melissa Torres Sandoval (ur. 3 lutego 1984 w Meksyku) – meksykańska tenisistka.

## Kariera tenisowa
Zadebiutowała jako czternastolatka, w 1998 roku, w kwalifikacjach do turnieju ITF w stolicy Meksyku, gdzie wygrała swój pierwszy mecz zawodowy, pokonując w 1 rundzie rodaczkę Adrianę Hernandez. W następnym roku, dzięki dzikiej karcie, zagrała po raz pierwszy w karierze w turnieju głównym w Santiago de Querétaro, ale odpadła w 2 rundzie. W 2000 roku dotarła do półfinału gry singlowej i dwukrotnie była w finale gry podwójnej. Swój pierwszy turniej wygrała w 2001 roku w Poza Rica. W sumie wygrała sześć turniejów singlowych i sześć deblowych rangi ITF.
W 2000 roku, z dziką kartą, wystąpiła w kwalifikacjach do turnieju WTA w Luksemburgu, ale przegrała w 1 rundzie z Rumunką Cătăliną Cristeą. Po raz pierwszy w turnieju głównym zagrała w 2006 roku, w Acapulco, ale Maret Ani z Estonii okazała się od niej lepsza już w 1 rundzie. Rok później, na tym samym turnieju, dotarła do 3 rundy, pokonując po drodze Nicole Pratt i Evę Birnerovą. W 2008 roku, dzięki rankingowi, wzięła udział w kwalifikacjach do wielkoszlemowego US Open, w których jednak przegrała w 1 rundzie z Youlią Fedossovą z Francji. Był to jej jedyny kontakt z rozgrywkami Wielkiego Szlema.
Wielokrotnie reprezentowała także swój kraj w rozgrywkach Fed Cup.
Pomimo braku znaczących czy spektakularnych sukcesów, tenisistka była najlepszą zawodniczką meksykańską w tej dyscyplinie w pierwszej dekadzie XXI wieku.

### Wygrane turnieje rangi ITF
| turnieje z pulą nagród 100 000 $ |
| turnieje z pulą nagród 75 000 $  |
| turnieje z pulą nagród 50 000 $  |
| turnieje z pulą nagród 25 000 $  |
| turnieje z pulą nagród 15 000 $  |
| turnieje z pulą nagród 10 000 $  |

#### Gra pojedyncza
|    | Data       | Turniej     | Kat. | ($)    | Naw.   | Finalistka          | Wynik         |
| 1. | 12/08/2001 | Poza Rica   | ITF  | 10 000 | twarda | Erika Clarke        | 6:4, 6:7, 7:5 |
| 2. | 07/10/2001 | Meksyk      | ITF  | 10 000 | ziemna | Maria Eugenia Brito | 6:1, 6:4      |
| 3. | 14/10/2001 | Pachuca     | ITF  | 10 000 | twarda | Maria Eugenia Brito | 6:2, 6:2      |
| 4. | 12/09/2004 | Victoria    | ITF  | 10 000 | twarda | Tamara Encina       | 3:6, 6:4, 7:5 |
| 5. | 26/09/2004 | Santa Tecla | ITF  | 10 000 | ziemna | Roxane Vaisemberg   | 6:2, 7:5, 3:6 |
| 6. | 14/11/2004 | Meksyk      | ITF  | 10 000 | twarda | Micaela Moran       | 6:3, 7:5      |